# Spännande tider
Spännande tider är en roman om Skivvärlden skriven av Terry Pratchett. Den handlar huvudsakligen om en revolution på Motviktskontinenten.

## Handling

### Gudarnas hemvist
Boken börjar med att Ödet och Frun börjar spela ett spel, efter att Ödet har vunnit ett annat spel (som påminner om Cluedo). Ödet föreslår innan detta dock ett antal andra spel (Galna Kungar, Olyckliga Älskare, Strandsatta Sjömän, och Översvämningar och Torka) och när Frun sedan kommer föreslår hon ett antal spel (Mäktiga Riken, Ess i topp, Mäktiga Familjers Fall, och slutligen Framtiden för nationer på fallrepet). Spelet de bestämmer sig för heter Framtiden För Nationer På Fallrepet, och utspelar sig i deras fall på Motviktskontinenten. Ödet väljer att använda soldater, men Frun väljer istället att använda en fjäril.

#### Quantumstormfjärilen
Fjärilen är dock ingen vanlig fjäril, utan en fjäril av arten Papilio tempestae, med vingar i form av Mandelbrotfraktalen, som fortsätter oändligt långt ut, och alltså måste dess yta vara oändlig. Den kan genom att flaxa med vingarna skapa noggrant kontrollerade stormvindar, ett försvar som utvecklades av ren överlevnadsinstinkt.

### Ankh-Morporkoch Rensvinds ö
Därefter förflyttar sig handlingen till en ö, som för tillfället bebos endast av Rensvind och Bagaget. Därefter rör sig handlingen till ett möte mellan Lord Venitari och Mustrum Ridcully. Där får Mustrum Ridcully reda på att de måste skicka "Den store trolllkarlen" till Motviktskontinenten.
Eftersom Rensvind stavar ordet på detta vis (och lärde känna "en egendomlig liten man med glasögon" som kom från Motviktskontinenten och gav honom Bagaget), blir han först teleporterad till Ankh-Morpork (och blir lite galen av denna teleportering, något som leder till att han äter tre korvar och blir nedslagen av Tjuvagillet) och får sedan självklart åka till Motviktskontinenten, under hot om att "bli uppspikad upp och ned vid ett av Kopparbrons fästen under två på varandra följande högvatten och sedan bli halshuggen", vilket är det fastställda straffet för att låtsas vara trollkarl. Han teleporteras genom ett utbyte mot en Skällande Hund, en kanon från Agateanska Imperiet, som håller på att smälla av innan Grubblemus Stibbons släcker den.

### Motviktskontinenten
Direkt när Rensvind kommer till platsen träffar han på fem soldater, och utan att känna igen honom släpper han lös Cohen Barbaren, som sade åt Rensvind att blunda, och när han öppnade ögonen såg han att "en vakt hängde livlös i ett träd, en bestod av ett par fötter som stack upp ur en snödriva, två låg livlösa mot ett stenblock, och en... fanns lite överallt." Sedan träffar han också Silverhorden och börjar färdas tillsammans med dem.
Även Lord Hong har den så kallade "Drömmen om Ankh-Morpork", de fria handelskrafternas stad. Han vill komma till Ankh-Morpork, men som agatean håller han med om att det enda som finns utanför Muren (som påminner om den kinesiska muren och har byggts för att hålla folket innanför det agateanska imperiets gränser) är blodsugande spöken och demoner.
När Rensvind börjar läsa herr Cervelats (en medlem i Silverhorden) exempel Vad jag gjorde på min semester, som beskriver Drömmen om Ankh-Morpork, börjar han förstå vad drömmen handlar om. En del av berättelsen handlar om en man som trampade en stadsvakt på tårna som då sade "Er hustru är en stor flodhäst!", men mannen avstod från traditionen och avlägsnade inte mannens huvud från kroppen, följt av fem agateanska motsvarigheter till ett utropstecken (som av någon anledning är en urinerande hund). Boken fortsätter på detta sätt, och handlar om att Ankh-Morpork är mycket bättre än Imperiet. Sedan blir Rensvind fångad av ett antal vakter och skall sättas att arbeta som slav i Hunghung.
| ”                        | Den vita ponnyn springer genom krysantemumblomstren, Den kalla vinden rör vid Aprikosträden. Skicka honom till Palatset för att arbeta som slav Tills alla bihang Faller av. | „ |
| – Provinskommissarie Kee | |   |

Rensvind blir fri genom att vakterna skulle arrestera ett antal personer tillhörande motståndsrörelsen Röda Armén. Därefter springer han iväg och kommer till ett värdshus. Där förstår Rensvind varför drömmen om Ankh-Morpork existerar och han blir tillfångatagen igen efter att ha blivit nedslagen, den här gången hos Röda Armén. Han får veta att Röda Armén är en hemlig motståndsrörelse som vill störta Imperiets Kejsare. Sedan rymmer han igen.

### I och runt Hunghung
När Silverhorden och Cohen ska ta sig in i kejsarpalatset, har herr Cervelat en plan. Planen går ut på att ta sig in genom att gå genom avloppsrören, dock missuppfattar Cohen planen och tror att de ska ta sig in på en enorm, osynlig, flygande anka. De tar sig först in i staden genom att tillfångata ett antal vakter och döda en annan vakt. De får under sin tid inne i staden lära sig att uppföra sig "civiliserat", och då inte, som Cohen gjorde, slå ned en man som man ska köpa ett äpple av med en melon, stjäla mannens pengar och sedan tända eld på ståndet . Därefter skaffar herr Cervelat civiliserade kläder till Horden.
När Rensvind har fångats in igen måste han hjälpa till med att ta in Röda Armén i palatset. Hans magiska krafter fungerar av någon anledning, även om Rensvind inte är en stor trollkarl (och en gång använder Ankh-Morporks motto Quanti Canicula illa in fenestre som trollformel). Rensvind lyckas ta sig in i palatset men blir återigen tillfångatagen av vakter och förd till kejsaren.

#### I palatset
Rensvind tycker att kejsaren verkar galen (förmodligen för att han skär bort folks läppar och öron), och blir sedan nedkastad i en fängelsehåla bredvid Tvåblomster, personen som gav honom Bagaget från början. De konverserar tills Röda Armén kommer och alla vakter på ett mystiskt sätt plötsligt avlider.
När Horden har kommit in i palatset, observerar de att väggarna är gjorda av papper och tillbringar lite tid med att köra handen igenom väggarna, tills de träffar distriktsfogden Sex Välvilliga Vindar. De kidnappar honom och lämnar en lapp på hans skrivbord med följande text: "Rosor är röda, violer är blå. Sju Tursamma Trästockar ska tilldelas en gris och allt ris han orkar bära för nu är han En Tursam Bonde. På befallning av Sex Välvilliga Vindar, Skatteuppbördsman, Langtang. Hjälp. Hjälp. Om någon läser detta så hålls jag fången av en ondsint eunuck. Hjälp.". När de ska föra vidare honom, stöter de på ett antal ninjakrigare. Dessa krigare är de bästa krigarna i det Agateanska Imperiet (om man inte räknar Silverhorden). Efter denna sammanstötning lyckas Silverhorden erövra Palatset.
När Rensvind och Tvåblomster har blivit utsläppta ur fängelset försöker Rensvind förklara för Armén att man inte kan slåss för en övertygelse, och att de alla skulle dö om de fortsatte kämpa, och att saker inte skulle bi bättre för det vanliga folket om de hade sin revolution. Tyvärr förstår inte Armén detta. Rensvind ger upp och fortsätter att leda armén. Sedan möter de några tsimo-brottare, som de dock överlistar.Rensvind börjar förstå att det nästan är som att någon skulle vilja ha en revolution.
Under anfallet går Två Eld Ört iväg, för att prata med Lord Hong. Det visar sig att de hela tiden har sympatiserat och att Lord Hong har haft planer på att döda honom. Två Eld Ört förs iväg för att avrättas. Efter det smiter även Rensvind därifrån. Han hamnar i det kejserliga köket och bevittnar en komplott för att lönnmörda Silverhorden, skapad av lord Hong, men stoppar den i sista stund.

#### Slaget utanför Hunghung
Därefter utmanar lorderna Horden. Rensvind och herr Cervelat får en bra idé om att sprida ut ett falskt rykte till soldaterna. Ryktet handlar om att det redan har funnits ett rykte om en armé av osynliga, hungriga vampyrspöken som är tre meter långa och är 2 300 009 stycken. Rensvind förklarar för Hedervärt-Sprätta-Upp-Buken Dribhala att ryktet inte är sant, och det sprider sig som en löpeld genom hela lord Hongs armé.
Rensvind tänker gå tillbaka till staden när han stöter på en häst som trampar honom på foten. Hästen är Dödens häst Binky. Döden har även med sig Terror, Panik, Krig och hans dotter Klara. Under tiden berättar lord Hong för soldaterna att de kommer att ha en miljard kejserliga spöken bakom sig, något som gör dem ännu räddare. Sedan kommer Bagaget tillbaka, med en make/maka och några små barn.

#### Röda Arméns återkomst
Rensvind går sedan iväg för att tänka (utan att bli trampad på tårna av någon häst) och råkar ramla ned i en grotta. Rensvind hittar där den legendomspunna Röda Armén, som hjälpte kejsare En Sol Spegel att driva ut barbarerna. Han upptäcker att han kan styra dem och hjälper på så sätt horden att vinna striden. Hjältarna tar en paus medan Röda Armén sköter dödandet.
Rensvind styr Armén från en magisk rustning, som han inte får av sig när striden är slut. Han råkar också få statyerna att börja gräva. Han hämtar dock hjälp genom att få Armén att tala teckenspråk. När han har kommit ut och konverserat med Tvåblomster ett tag kommer lord Hongs styrkor för att tillfångata Rensvind. Tvåblomster springer iväg. Han springer och larmar horden.
När de kommer till lord Hong blir Tvåblomster arg. Hans fru blev dödad av Hongs soldater, så Tvåblomster och Hong går i envig. När Rensvind blir teleporterad igen, kommer den Skällande Hunden dit i utbyte, och spränger lord Hong och professor Cervelat. Båda dör.

### XXXX
Rensvind blir i slutet av boken av misstag teleporterad till XXXX (något som medför att en känguru kommer in på Osynliga Universitet), genom att skicka tillbaka den Skällande Hunden till Hunghung. Han träffar några personer som bor där och råkar av misstag träffa sig själv med en bumerang i huvudet.

## Medverkande

### Människor

#### Agateanska revolutionärer och lorder
- Tre Tjudrade Oxar är en agateansk revolutionär som går runt och skriker slagord. Han är bara med i Spännande Tider
- Två Eld Ört låtsas vara agateansk revolutionär för att Lord Hong vill ha en revolution[21]. Han är bara med i Spännande tider.
- Lotusblomma, en agateansk revolutionär. Hon är bara med i Spännande tider.
- Vacker Fjäril, En agateansk revolutionär. Hon är bara med i Spännande tider.
- Lord Hong är en lord med maktambitioner som bestämmer över en del av Imperiet. Han är bara med i Spännande tider.
- Lorderna Sung, Tang, McSweeny och Fang bestämmer över olika delar av Imperiet och förekommer bara i Spännande tider.

#### Personal påOsynliga Universitetet
Alla personer här är även med i andra Terry  Pratchettböcker.
- Mustrum Ridcully, ledare för Osynliga Universitetet.
- Bibliotekarien, en apa som arbetar i biblioteket.
- Skattmästaren, smått galen.[36]
- Dekanus, en trollkarl som väger uppemot etthundratrettio kilo.
- Förste Primus, en trollkarl.
- Grubblemus Stibbons, uppfinnare av Hex (se nedan).
- Lektorn i Moderna Runor, en trollkarl.
- Taburetten i Ändlösa Studier, en trollkarl.

#### Övriga människor
- Rensvind (engelska: Rincewind), huvudperson i boken som ägnar tiden åt att springa iväg från en massa människor som vill fånga honom. Han är även med i bl.a. Magins färg.
- Tvåblomster (engelska: Twoflower), en av huvudpersonerna i Spännande tider och även i Magins färg.
- Ly Tin Videl (endast som bakgrundsfigur), agateansk filosof.
- Cohen Barbaren (engelska: Cohen the Barbarian) och Silverhorden, barbarhjältar som plundrar från Imperiet.
- Kejsaren av Imperiet, en smått galen person med mycket makt. Han förekommer endast i den här boken.
- Hedervärt-Sprätta-Upp-Buken Dribhala, försäljare. Han förekommer även i till exempel Små gudar.
- Sex Välvilliga Vindar, skattmästare.
- En Sol Spegel, tidigare kejsare över Imperiet, numera död.

### Gudar
- Ödet (engelska: Fate), ödets gud.
- Frun (engelska: The Lady).
- Offler, krokodilgud som även förekommer i Små gudar.

### Övrigt
Alla personer här är även med i andra Terry Pratchettböcker.
- Bagaget (engelska: Luggage), en kista som springer runt på trettio ben och följer efter Rensvind.
- Döden (engelska: Death), ett skelett som bär kåpa.
- Hex, en tänkande sak.